# Buddhista zarándoklat
A buddhizmus legfontosabb zarándokhelyei az észak-indiai Gangeszi-síkságon és Dél-Nepálban helyezkednek el, az Újdelhi és Rádzsgír közötti területen, ahol Gautama Buddha élt és tanított. Az életéhez kapcsolódó helyek mára fontos zarándokhelyekké váltak a buddhisták és a hinduk számára. Azonban számos más országban is léteznek ereklyék és zarándokhelyek, amelyekben jelenleg vagy korábban jelentős volt a buddhizmus.

## Buddha életének helyszínei

### A négy fő zarándokhely

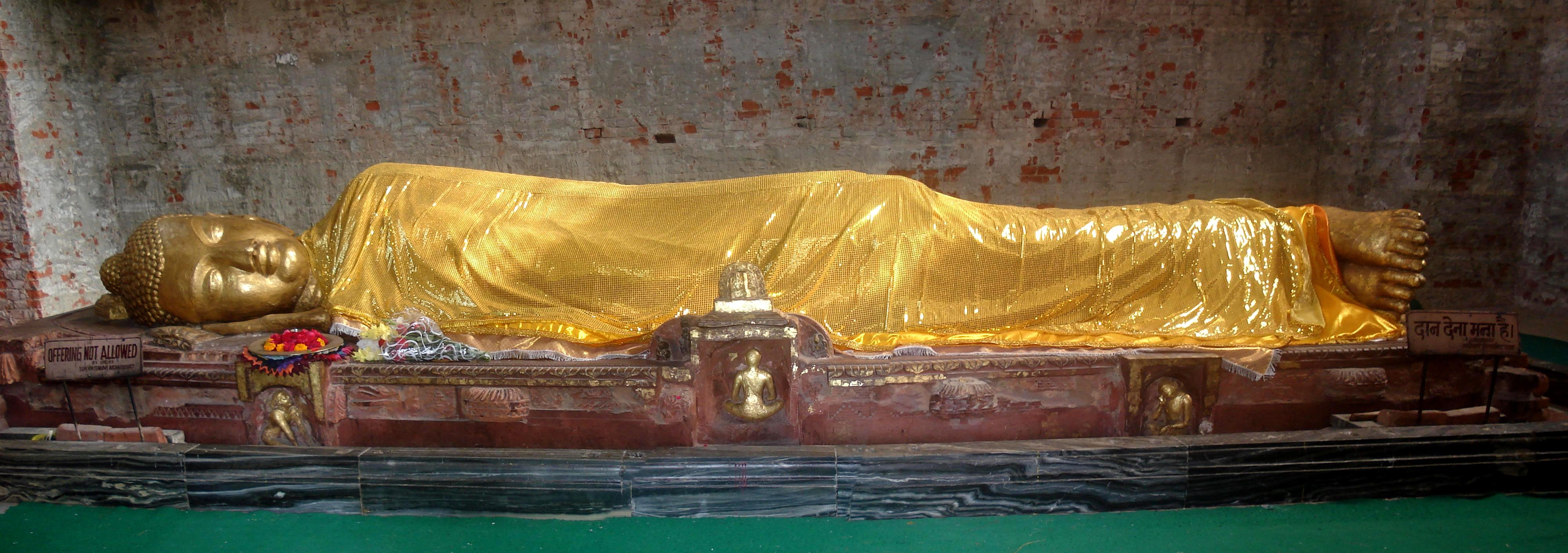
Ősi, faragott Buddha-szobor a Mahaparinirvána templomban, Kusínagarban

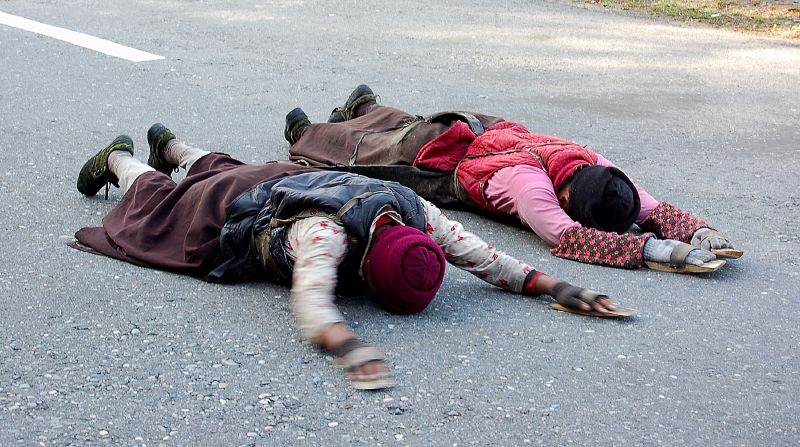
Tibeti zarándokok tartanak Lhászába. Útközben gyakran teljes testükkel leborulnak.

Gautama Buddha állítólag négy értékes zarándokhelyet nevezett meg tanítványainak, amelyek spirituális érzetet kölcsönözhetnek. Ezek a következők:
- Lumbini: Buddha születési helye (Nepálban)
- Bodh-Gaja: Buddha megvilágosodásának helyszíne (jelenleg a Mahábódhi templom).
- Szárnáth (hivatalosan Iszipathana): Buddha itt tartotta első tanításait.
- Kusínagar (India): Buddha halálának helye.

### A nyolc magasságos helyszín
A későbbi magyarázó szövegek szerint további négy helyszín is különlegesen fontos, mivel Buddha ezeken a helyeken bizonyos csodákat művelt. Fontos megemlíteni, hogy ezek közül néhány esemény nem szerepel a Tipitakában.
A nyolc magasságos helyszín közül az első négy megegyezik a Buddha által említettekkel:
- Lumbini
- Bodh-Gaja
- Szárnáth
- Kusínagar

A második négy helyszínen állítólagos csodák történtek:
- Srávasztí: Mivel ez egy jelentős városnak számított Buddha idejében, Buddha is rengeteg időt töltött itt. Itt történt a tűz és víz páros csodája.
- Rádzsgír: A Nalagiri névre hallgató felbőszített elefánt elcsitításának a helyszíne. Radzsgir is jelentős városnak számított ekkortájt.
- Szankissza: Itt ereszkedett le a földre a Tuszita mennyországból (miután 3 hónapig tanította édesanyját Abhidhammát).
- Vaisáli: Itt kapott méz felajánlást egy majomtól. Vészáli az ókori indiai Vaddzsian köztársaság fővárosa volt.

### Egyéb helyek
Egyéb nepáli és indiai zarándokhelyeket is kötnek Gautama Buddha életéhez: Pataliputta, Nálanda, Vikramsila, Gajá, Kapilavasztu, Kószambi, Amaravati, Nágárdzsuna Konda, Száncsi, Váránaszi, Keszárija, Devadaha, Pava és Mathura Mandaver (Bidzsnor U.P), Hapur (ghaziabad U.P).
Ezek többsége a Gangeszi-síkságon található.

## Egyéb zarándokhelyek
A világ más tájain található zarándokhelyek:
- Afganisztán: a Bámiján Buddhák.
- Kambodzsa: Angkorthom, Ezüst pagoda.
- Kína: Junkang-barlangok, Lungmen-barlangok. A négy szent hegye: Vutaj-hegy (五台山), Emej-hegy (峨嵋山), Csiu-hua-hegy (九华山), Putuo-hegy (普陀山), Potala palota, Kailas-hegy, Nam-Co tó, Paohsziang templom (Vensang megye)

- India: Szancsi, Ellora, Adzsanta.
- Indonézia: Borobudur, Mendut, Szevu.
- Japán: Kiotó, Nara, Sikoku zarándoklat, Kanszai Kannon zarándoklat
- Laosz: Luangprabang.
- Mianmar: Bagan, Sagaing hegy, Mandalaj hegy, Kiaiktijo-pagoda, Svedagon pagoda.
- Nepál: Baudhanáth sztúpa, Szvajambhunáth, Kapilavasztu.
- Srí Lanka: Anuradhapura (az Atamaszthana vagy 'nyolc hely') , Mihintale, Polonnaruva, A fog temploma (Kandy), Srí Pada.
- Dél-Korea: Bulguksza, Három Drágaság templomok
- Thaiföld: Szukhothai, Ajutthaja, Vat Phra Kaev, Vat Doi Szutep, Phra Pathom Csedi, Phra Buddha Csinnarat.
- Egyesült Államok: Tízezer Buddha városa – legnagyobb Buddhista kolostor az Egyesült Államokban a Bhikkhuk és Bhikkhunik számát tekintve.